# Зимние заметки о летних впечатлениях
«Зи́мние заме́тки о ле́тних впечатле́ниях» — публицистический очерк Фёдора Достоевского. Впервые был опубликован в журнале «Время» в период с февраля по март 1863 года, под названием «Зимние заметки о летних впечатлениях. Фельетон за всё лето».
Очерк написан как путевые записки. В сатирическом духе Достоевский рассказывает как о впечатлениях от своего первого путешествия по Европе, совершённого в 1862 году, так и об отношении русских к Европе. Достоевский перемежает свои записки разного рода публицистическими отступлениями из истории литературы и европейских нравов.
Очерк был воспринят как выражение «почвеннических» взглядов писателя.